# AV 7 (Zweitbesetzung)
Die Tenderlokomotive AV 7II wurde 1938 von der Lokomotivfabrik Krupp für die Zeche Auguste Victoria (AV) in Marl und Haltern am See gebaut. Sie ist eine Weiterentwicklung der Hohenzollern Typ Hamborn.
Die Lokomotive war danach von 1968 bis 1991 beim Eschweiler Bergwerks-Verein in der Grube Anna in Alsdorf mit der Bezeichnung Anna 5III im Einsatz. 1991 wurde die Lok von der französischen Museumsbahn Train à vapeur des Cévennes als Museumslok erworben und trägt dort die Bezeichnung 040 T 1751. Die Lok befindet sich  dort und ist fahrfähig (Stand 2019).
Da der Hersteller seine vier- und fünffach gekuppelten Lokomotiven noch nicht standardisiert hatte, ist nicht bekannt, ob weitere Lokomotiven der Serie hergestellt wurden.

## Geschichte und Technik

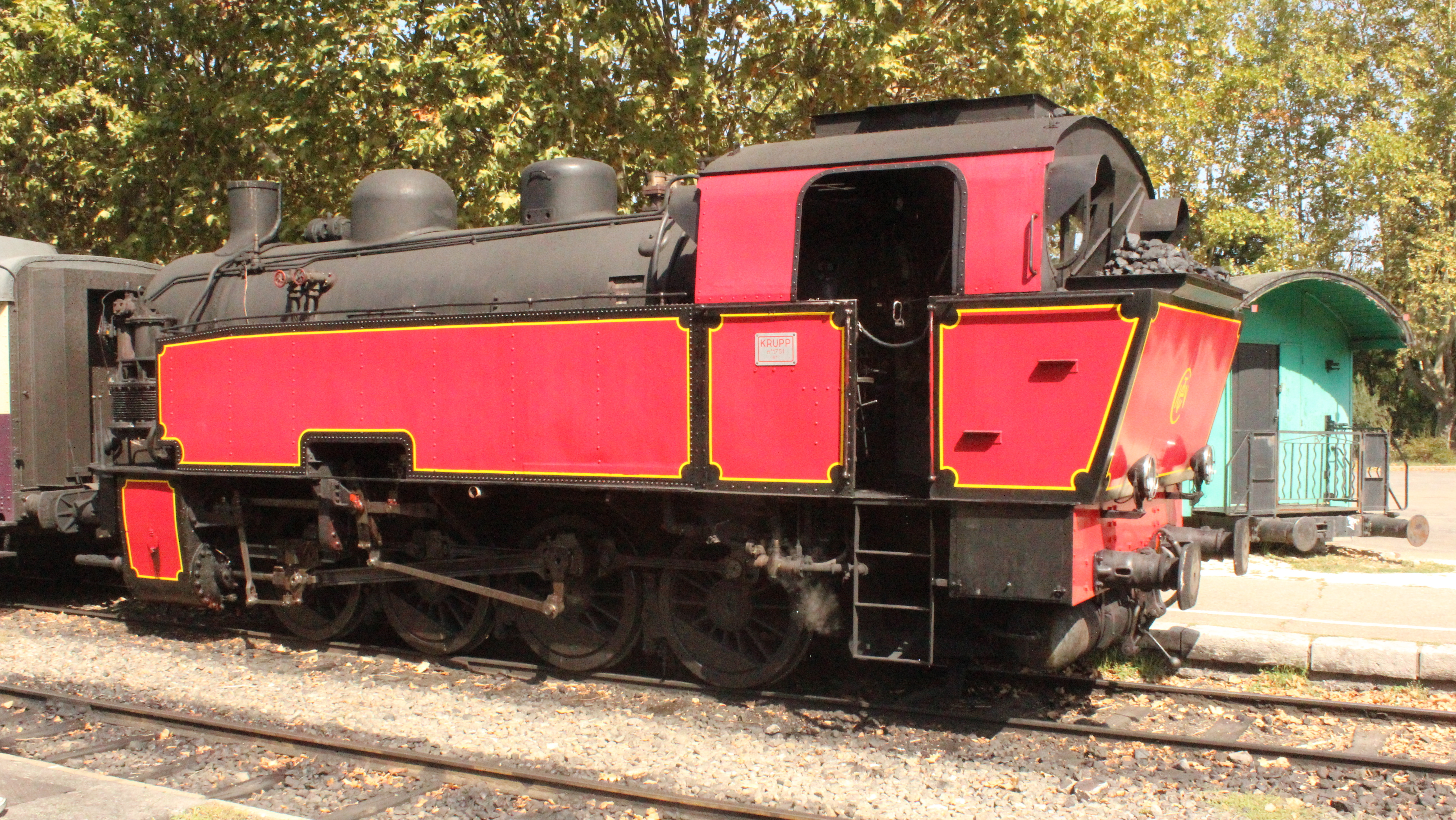
Lokomotive Krupp 1751 als Museumslok bei der Train à vapeur des Cévennes

Die Lokomotive entstammt der Weiterentwicklung des Tenderlokomotivenprogramms für Industrie- und Privatbahnen von Hohenzollern in Düsseldorf, deren Fertigung Krupp nach dessen Insolvenz übernommen hatte. Die Lok wurde intern als Krupp Typ Dt-69t bezeichnet und orientierte sich von ihrem Äußeren sehr an die Einheitsdampflokomotiven.
Es wurden bei den Bergwerksbahnen in Nordrhein-Westfalen einige Lokomotiven der Größenordnung dieser Type von Krupp aufgeführt, die allerdings nach der Listenform nicht eindeutig zugeordnet werden können.
Sie besaß ein neues, allseits geschlossenes Führerhaus. Die erste und dritte Achse waren fest im Rahmen gelagert, die zweite und vierte besaßen ein Seitenspiel von ±15 mm.
Der Kessel wurde mit einem Druck von 15 bar betrieben und ermöglichte dadurch eine höhere Leistung als die Type Hamborn. Die Rostfläche war in etwa gleich groß geblieben, die Lokomotiven von Krupp besaßen eine größere Verdampfungsheizfläche.
Die Lokomotive war mit Wurfhebelbremse sowie indirekter Bremse von Knorr ausgerüstet. Abgebremst wurden alle Achsen einseitig von vorn. Verbessert war der Sandstreuer, der bei den Loks pneumatisch ausgeführt war. Pro Triebwerksseite waren vier Sandfallrohre vorhanden, es konnte die erste Achse von vorn, die Treibachse beidseitig und die letzte von hinten besandet werden. Die Lokomotive war mit den üblichen Signaleinrichtungen ausgestattet.